# COinS
ContextObjects in Spans (COinS, englisch für Kontext-Objekte in Span-Elementen) ist eine Technik zur Einbindung bibliografischer Metadaten in Webseiten.
COinS basiert auf dem OpenURL-Standard und kann prinzipiell als Mikroformat angesehen werden, obgleich es nicht genau den technischen Vorgaben anderer Mikroformate entspricht. Alternative Vorschläge wie das Citation-Mikroformat sind bislang nicht über das Planungsstadium hinausgekommen.

## Nutzung
Spezielle Browser-Plugins oder andere Programme können aus den COinS einer Webseite, die normalerweise nicht direkt sichtbar sind, OpenURL-Links für einen Linkresolver erzeugen oder die Metadaten für andere Zwecke auslesen. Beispiele dafür sind die Browser-Plugins Zotero (für Firefox) und Citavi Picker (für Firefox, Internet Explorer und Chrome).
Beispiele für Internetangebote, die COinS unterstützen, sind Citebase, WorldCat, Mendeley, ResearchGATE, die deutsch- und englischsprachige Wikipedia, das deutschsprachige Wikivoyage und einige Bibliothekskataloge. Für das Weblogsystem WordPress wird ebenfalls ein Plugin angeboten.

## Technik
In den HTML-Quelltext einer Webseite wird pro Verweis ein – meist leeres – <span/>-Element gesetzt, dessen class-Attribut per Definition den Wert "Z3988" hat. In das title-Attribut werden URL-codierte Paare aus Schlüsseln und Werten (im OpenURL-Standard key/encoded value, kurz KEV, genannt) mit den bibliografischen Informationen geschrieben. Die Schlüssel sind ebenfalls in OpenURL bzw. ANSI/NISO Z39.88-2004 definiert, beispielsweise rft.btitle für den Titel eines Buches.
```
<span class="Z3988"
  title="ctx_ver=Z39.88-2004&amp;
  rft_val_fmt=info%3Aofi%2Ffmt%3Akev%3Amtx%3Abook&amp;
  rft.genre=book&amp;
  rft.btitle=Hallo+Welt&amp;
  rft.title=Hallo+Welt&amp;
  rft.aulast=Mustermann&amp;
  rft.aufirst=Max&amp;
  rft.au=Max+Mustermann&amp;
  rft.date=2005&amp;
  rft.pub=Wikipedia-Press&amp;
  rft.place=Musterstadt">
</span>

```

Die Zeilenumbrüche wurden zur besseren Lesbarkeit eingefügt. Sie dürfen im title-Attribut nicht vorkommen.